# Blaue Brücke (Sankt Petersburg)
Die Blaue Brücke (russisch Синий мост Sini most) ist eine Stahlbetonbogenbrücke in Sankt Petersburg, die den Fluss Moika überspannt. Sie liegt im Stadtbezirk Admiralteiski und verbindet die Insel Kasan mit der 2. Admiralitätsinsel. Die Blaue Brücke ist eine der insgesamt fünfzehn Brücken über die Moika und gehört zu den vier sogenannten „farbigen“ Brücken (Blaue Brücke, Chrapowizkibrücke oder ehemals „Gelbe Brücke“, Grüne Brücke und Rote Brücke). Der Name rührt vom Brückenanstrich her. Mit einer Breite von fast 100 Metern ist sie die breiteste Brücke in Sankt Petersburg. In der Mitte der zwei Fahrbahnen befindet sich ein Parkplatz mit ca. 90 Stellplätzen. Die Brücke gehört zum Ensemble des Isaaksplatzes und schließt ihn nach Süden hin ab. Am nordwestlichen Abgang zur Moika steht seit 1971 eine von einem Dreizack des Neptun bekrönte Granitsäule, auf der die Wasserstände der Überschwemmungen 1824, 1903, 1924, 1955 und 1967 (Pegel zwischen 2,2 m und 4 m) markiert sind. Die Brücke steht unter Denkmalschutz.

## Baugeschichte
Die erste Holzbrücke wurde 1737 errichtet. Wegen des ursprünglich blau angestrichenen Geländers erhielt sie am 20. April 1738 den Namen „Blaue Brücke“. Mitte des 18. Jahrhunderts wurde sie umgebaut. 1818 wurde die Holzbrücke, wie die anderen farbigen Brücken, durch eine Gusseisenbrücke nach Entwürfen des schottischstämmigen Ingenieurs William Heste (auch Hastie) ersetzt. Von 1842 bis 1844 wurde die Brücke im Zuge des Neubaus des Mariinski-Palasts und der Umgestaltung des Isaaksplatzes von 41 m auf die heutige Breite von ca. 98 m erweitert. In den 1920er Jahren zeigten sich Risse und Bolzenbrüche in den tragenden Elementen, die durch ein Absacken des Bauwerks um bis zu 20 cm verursacht worden waren. Die Gusseisenkonstruktion wurde durch ein Stahlbetongewölbe ersetzt. 1928 wurde die Kopfsteinpflasterung durch Asphaltbeton ersetzt. In den frühen 2000er Jahre zeigten sich erneut erhebliche Brückenschäden, so dass 2013/14 eine Generalsanierung mit Teilsperrungen bei laufendem Verkehr nötig wurde. Am 1. September 2014 konnte die Brücke wieder vollständig dem Verkehr übergeben werden.